# Jaroslav Naď
Jaroslav Naď (* 21. března 1981 Nitra) je slovenský politik a bývalý diplomat, v letech 2020–2023 ministr obrany Slovenska.

## Život a politická kariéra
Studoval politologii (1999–2004) na Univerzitě Mateja Bela v Banské Bystrici. Během studia byl krátce (2000–2001) členem SMERu, ze strany ovšem sám vystoupil. Působil v různých nevládních organizacích, v letech 2004 až 2013 pracoval na slovenském ministerstvu obrany. V letech 2012–2013 byl členem slovenského zastoupení při Evropské unii, v období 2014–2018 pracoval pro nevládní organizaci Globsec a její think-tank GLOBSEC Policy Institute. V roce 2018 si doplnil vzdělání na Akademii ozbrojených sil generála M. R. Štefánika (titul Ph.D.).
V roce 2018 vstoupil do hnutí Obyčejní lidé a nezávislé osobnosti (OĽaNO) a stal se stranickým stínovým ministrem obrany. Ve stejném roce se stal místostarostou západoslovenské obce Hrubá Borša. V parlamentních volbách v roce 2020 byl zvolen poslancem Národní rady Slovenské republiky, krátce nato se stal ministrem obrany ve vládě Igora Matoviče.
Dne 7. března 2023 opustil hnutí OĽaNO a stal se místopředsedou strany Demokrati. Dne 2. prosince 2023 byl zvolen předsedou strany Demokrati. V evropských volbách v roce 2024 kandidoval jako lídr kandidátní listiny Demokratů, ale nebyl zvolen. Strana totiž získala jen 4,68 % hlasů a tedy žádný mandát.
V červnu 2025 se jej pokusila zatknout slovenská policie.